# 亞瑟·鮑爾德
亞瑟·鮑爾德（Artur Balder；1974年8月14日—）是一位美籍西班牙電影攝製者和作家。
鮑爾德最著名的作品是關於古羅馬軍事，並定於古羅馬帝國的日耳曼尼亞邊地的德魯杜巴格（Teutoburg）虛擬小說系列，敍述了古羅馬於朱里亞－克勞狄王朝對日耳曼尼亞發動的第二次侵略。此系列至今共有4部，是當今以描述日耳曼尼亞英雄阿米尼烏斯為主的最詳細虛擬小說。
鮑爾德還寫作了另一部系列小說，溫杜卡傳記（Chronicles of Widukind），針對撒克遜人溫杜卡公爵和查理曼大帝進行描寫。此系列的第一部劍之寶典（The Codex of the Sword）於2010年出版。第二部世界的王者們（The lords of Earth）於2012年出版，還有第三部命運之矛（The Spear of Destiny）則於2013年5月出版。此外，鮑爾德也是一名電影製作家，指導了關於小西班牙的紀錄片，拍了數齣首度描述西班牙人移民紐約市的歷史的紀錄片。
他的一齣關於現代藝術的記錄片Ciria pronounced thiria於2013年5月在紐約現代藝術博物館首映，由西班牙公司西班牙電信 和柏林的Martin-Gropius-Bau 贊助。

## 背景

### 早期經歷
1974年，艾瑟·鮑爾德於阿利坎特出生。90年初，鮑爾德為了深讀研究歷史、德國語文學和新聞學，移居到巴倫西亞，並在同一時間於市內的音樂學院繼續修煉音樂學。在那裡，他成為了Las Provincias日報的文化部編輯。同時，他也當上了Scherzo和其他巴倫西亞刊物的古典樂評論家，為Palau de la Música，巴倫西亞的音樂廳發表文章。

### 年輕時期
在進入華倫西亞大學攻讀美術後不久，鮑爾德退出了學院。不過，他沒有放棄參與巴倫西亞市內的各種美術展覽。在2004年9月，他發行了首部文學作品，君王之石，一部定於中古時代的幻想小說，並因它的成功得到了Random House Mondadori S. A.的賞識，買取了它的版權，並於2011年再度出版。 published again by Random House in 2011.

### 移民美國
鮑爾德於2008年移民美國，定居紐約市。從此，他在發表文學作品之餘，一直修讀電影導演和製作，一直到2010年才完成了關於西班牙人移居美國紐約市的紀錄片，小西班牙（Little Spain）和14街的故事（Tales of 14th Street），還有從2005年開始的關於當時居於紐約市西村的西班牙裔畫家José Manuel Ciria的傳記片。

## 職業生涯
艾瑟·鮑爾德是數部兒童圖書的作者，作品在西班牙和美國南部由Random House全球性出版發行。他歷史性的小說傳奇（由Edhasa發行）的靈感主要來自德國英雄人物，像古羅馬時期的阿米尼烏斯，或是撒克遜人Widukind公爵—那個在中世紀初期帶領革命抗爭，對抗查里曼大帝的英雄。他的書籍被翻譯成多種語言，其中有荷蘭文、意大利文、法語、羅馬尼亞語、波蘭語和加泰羅尼亞語。

### 小西班牙
在2010年，他撰寫和指導了一齣關於小西班牙的紀錄片。鮑爾德時以居民藝術家的身份，在一棟私人的西班牙俱樂部樓居住了一年以上。在這個時期，他在14街檔案存儲發現了小西班牙街道在曼哈頓發源以後演變到現代的最初過程。這齣紀錄片展示了美國西班牙人在紐約曼哈頓區未被發掘的歷史，還有在14街附近的小西班牙社區。存檔包括了超過450幅相片和150份從來未被展示過的文件。它們都揭示了小西班牙區在紐約市跨越20世紀的街道歷史 They present the history of the streets of Little Spain in New York City throughout the 20th Century.。
這齣紀錄片是獻給費德里戈·加西亞·洛爾卡的，並包括了他的另一作品—紐約詩人（Poet in New York）中的字句。

### 現代藝術博物館
在2013年5月，鮑爾德指導的Ciria Pronounced Thiria於紐約市的現代藝術博物館首映。那是一部關於現代藝術的紀錄片，並由西班牙公司西班牙電信贊助。紀錄片中包括了充當受訪者的著名美籍藝術評論家：馬克思主義者Donald Kuspit及數名Gagosian Gallery成員。

## 獲獎和提名
- 德國美因茲當代藝術國際獎（2001）。[39]
- 西班牙－美國國際獎，紐約，美國（2012）。[6][40][41][42]
- 給予德魯杜巴格系列：西班牙瓦格納社會2013總藝術獎。[43]
- 西班牙瓦格納社會2013二百週年紀念理查瓦格納獎。[44]

## 出版

### 德魯杜巴格系列
此系列獲得了西班牙瓦格納社會2013總藝術獎。
- 最後的漆魯山人（The last Cheruscan）(2005). Ediciones B. ISBN 978-84-9872-805-7
- 救星加瑪尼（Liberator Germaniae）(2006). Ediciones B. ISBN 978-84-9872-806-4
- 命運的鬥爭（The Battle of Destiny）(2007). Ediciones B. ISBN 978-84-9872-807-1
- 艾西爾的黎明（Twilight of the Aesir）(2007). Ediciones B. ISBN 978-84-666-5332-9

### 溫杜卡系列
- 劍之寶典（The Codex of the Sword）. EDHASA, 2010. ISBN 978-84-350-6180-3
- 世界的王者們（The Lords of Earth）. EDHASA,[45] 2012. ISBN 978-84-350-6181-0
- 命運之矛（The Spear of Destiny）. EDHASA,[46][47] 2012. ISBN 978-84-350-6182-7

### 加迪系列
- 加迪和王者們的密室（Curdy y la Cámara de los Lores）. Montena (Random House Mondadori), 2007. ISBN 978-84-8441-331-8
- 加迪和查理大帝的權杖（Curdy y el Cetro de Carlomagno）. Montena (Random House Mondadori), 2009. ISBN 978-84-8441-436-0
- 加迪和哥特國的吸血鬼（Curdy y el Vampiro de Gothland）. Montena (Random House Mondadori), 2011. ISBN 978-84-8441-922-8

### 其他出版
- 2001: homenaje a Kubrick.[48] Galería Muro, 2001.
- El Anillo del Nibelungo.[49] Galería Argenta, 2003.
- La Piedra del Monarca. The Magic Rider, 2004. ISBN 84-934076-0-7
- MonarchStone.[50] Montena, Random House Mondadori S.A., 2011. ISBN 978-84-8441-650-0

## 局部電影製作

### 影片
- 梅爾提特急（Muerte Express）[51] (2003)
- 極限（Limit）[52] (2004)
- 溫杜卡（Widukind）[53] (2009)
- 小西班牙（Little Spain）[54] (2010)

## 參照
- 西班牙慈愛機構
- 小西班牙